# Henri Duparc
Henri Duparc (Paris, 21 de janeiro de 1848 — Mont-de-Marsan, 12 de fevereiro de 1933) foi um compositor francês do final do período romântico.

## Biografia
Filho de Charles Fouques-Duparc e Amélie de Guaita. Henri Fouques-Duparc nasceu em Paris. Estudou piano com César Franck no Jesuit College no distrito de Vaugirard e tornou-se um de seus primeiros alunos de composição. Após o serviço militar na Guerra Franco-Prussiana, casou-se com Ellen MacSwinney, da Escócia, em 9 de novembro de 1871. No mesmo ano, juntou-se a Saint-Saëns e Romain Bussine para fundar a Société Nationale de Musique.
Duparc é mais conhecido por suas 17 melodias ("canções de arte"), com textos de poetas como Baudelaire, Gautier, Leconte de Lisle e Goethe.
Uma doença mental, diagnosticada na época como "neurastenia", fez com que abruptamente parasse de compor aos 37 anos, em 1885. Dedicava-se à família e às suas outras paixões, o desenho e a pintura. Mas o aumento da perda de visão após a virada do século acabou levando à cegueira total. Ele destruiu a maior parte de sua música, deixando menos de 40 obras para a posteridade. Em uma carta comovente sobre a destruição de sua ópera incompleta, datada de 19 de janeiro de 1922, ao compositor Jean Cras, seu amigo íntimo, Duparc escreveu:
Après avoir vécu 25 ans dans un splendide rêve, toute idée de représentation m'était - je vous le répète - devenue odieuse. L'autre motif de cette destruição, que je ne regrette pas, c'est la complète transformação moral que Dieu a opéré en moi il ya 20 ans et qui en une seule minuto a abolie toute ma vie passée. Dès lors, la Roussalka n'ayant aucun rapport avec ma vie nouvelle ne devait plus exister.

(Tendo vivido 25 anos num sonho esplêndido, toda a ideia da representação [musical] tornou-se - repito-vos - repugnante. A outra razão desta destruição, da qual não me arrependo, foi a completa transformação moral que Deus impôs sobre mim há 20 anos e que, em um único minuto, obliterou toda a minha vida passada. Desde então, [minha ópera] Roussalka, não tendo nenhuma conexão com minha nova vida, não deveria mais existir.)
Ele passou a maior parte do resto de sua vida em La Tour-de-Peilz, perto de Vevey, na Suíça, e morreu em Mont-de-Marsan, no sudoeste da França, aos 85 anos.

Duparc está enterrado no cemitério Père Lachaise em Paris. Uma praça no 17º arrondissement de Paris, perto da rue de Levis, leva o nome em sua homenagem.

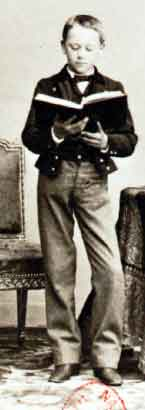
Duparc aos 10 anos, em 1858
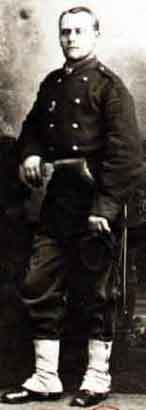
Duparc de uniforme durante a Guerra Franco-Prussiana em 1870
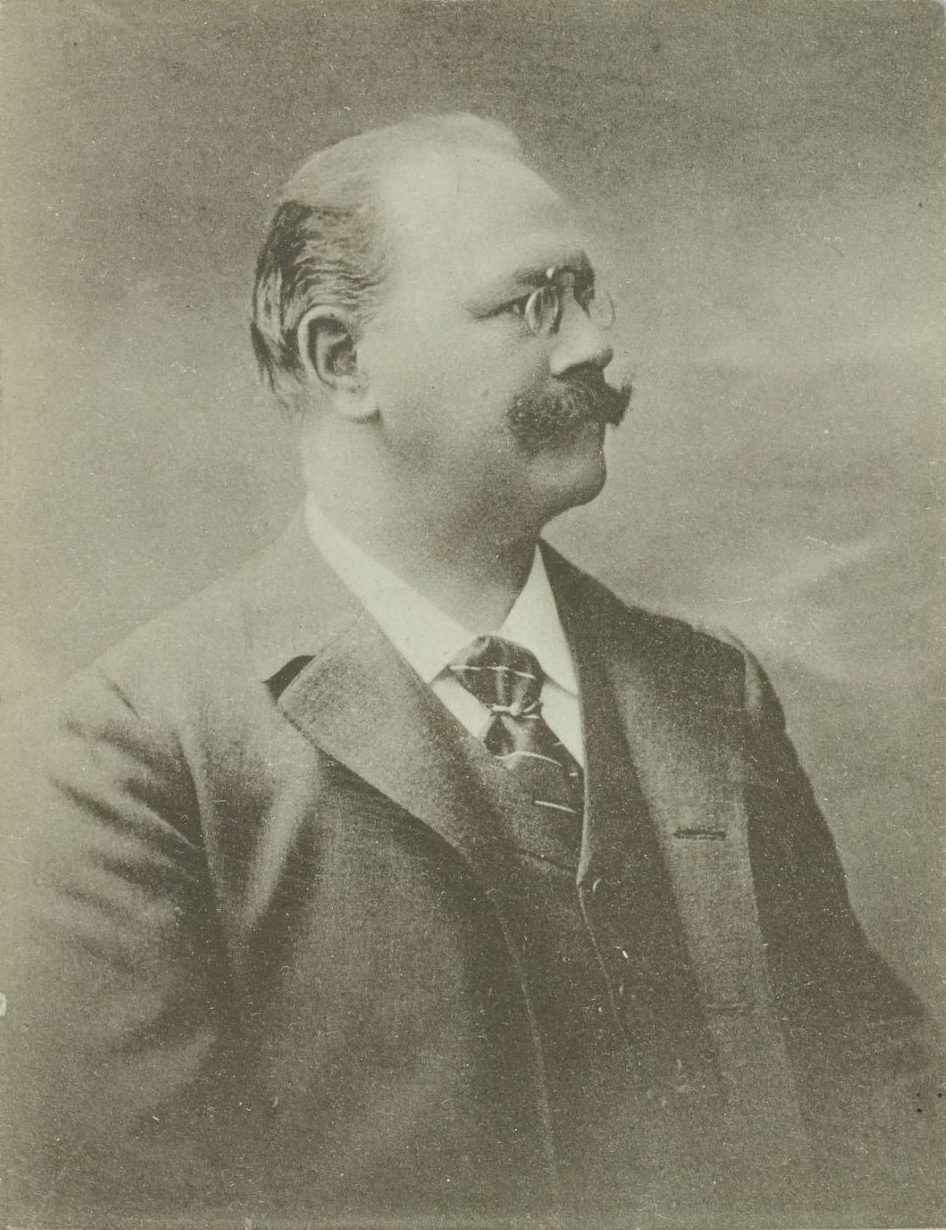
Henri Duparc na meia-idade

## Trabalhos
| Ano     | Composição | Notas | Tipo de trabalho                         |
| ------- | --- | --- | ---------------------------------------- |
| 1863-65 | Seis rêveries, despeje piano | Impresso, mas não publicado. Coleção particular da sra. d'Armagnac, neta de Duparc.                                                                                 | Solo de piano                            |
| 1867    | Sonate pour violoncelle et piano | Estreou em 1948. Coleção particular da sra. d'Armagnac, neta de Duparc.                                                                                             | Violoncelo e piano                       |
| 1867-69 | Feuilles volantes, pour piano | | Solo de piano                            |
| 1868    | Chanson triste | Publicado como: Op. 2, não. 4. Texto de Jean Lahor. | Voz e piano (orquestrado em 1912)        |
| 1869    | Le galop | Publicado como: Op. 2, não. 5. Texto de Sully Prudhomme. Lançado em 1948.                                                                                           | Voz e piano                              |
| 1869    | Romance de Mignon | Publicado como: Op. 2, não. 3. Texto de Victor Wilder, baseado em «Kennst du das Land» de Goethe ).                                                                 | Voz e piano                              |
| 1869    | Serenata | Publicado como: Op. 2, não. 2. Texto de Gabriel Marc. | Voz e piano                              |
| 1869    | Soupir | Publicado como: Op. 2, não. 1. Texto de Sully Prudhomme. Revisado em 1902.                                                                                          | Voz e piano                              |
| 1869    | Cinq mélodies, op. 2 | | Voz e piano                              |
| 1869    | Beaulieu, sirva piano | Coleção particular da sra. d'Armagnac, neta de Duparc. | Solo de piano                            |
| 1869-70 | Au pays où se fait la guerre | Texto de Théophile Gautier. Título original: Ausência. Versão definitiva, 1911–13.                                                                                  | Voz e piano (orquestrado em 1876)        |
| 1870    | L'Invitation au voyage | Texto de Charles Baudelaire. Lançado em 1872. | Voz e piano (orquestrado de 1892 a 1895) |
| 1871    | La fuite, duo pour soprano et ténor avec piano | Publicado como: Op. 2, não. 6. | Dueto para voz e piano                   |
| 1871    | La vague et la cloche | Texto de François Coppée. Lançado em 1873. | Voz e piano (orquestrado)                |
| 1872    | Suite d'orchestre | (Perdido). | Suíte orquestral                         |
| 1872-82 | Phidylé | Texto de Leconte de Lisle. Lançado em 1889 | Voz e piano (orquestrado, 1891-92)       |
| 1873    | Laendler, suite de valses pour orchester | (Destruído). | Suíte orquestral                         |
| 1873    | Laendler (versão para dois pianos) | | Dois pianos                              |
| 1874    | Poème nocturne : I. Aux étoiles - II. Lutins e seguidores - III. Duo: L'aurore                                                                       | Parte perdida, apenas: I. Aux étoiles ainda existente. Estreou em Paris em 11 de abril de 1874 na Société Nationale de Musique Moderne.                             | Trabalho orquestral                      |
| 1874    | Elégie | Texto de Ellen MacSwinny (?) (Esposa de Duparc) após Thomas Moore.                                                                                                  | Voz e piano                              |
| 1874    | Extase | Texto de Jean Lahor. Lançado em 1882. Revisado em 1884. | Voz e piano                              |
| 1875    | Lénore | Baseado na balada de mesmo nome de Gottfried August Bürger. | Poema sinfônico                          |
| 1875    | Lénore (versão para dois pianos) | transcrição para 2 pianos (1884) por Camille Saint-Saëns | Dois pianos                              |
| 1877    | Suite pour le piano | (Perdido). | Solo de piano                            |
| 1879    | Le manoir de Rosemonde | Texto de Robert de Bonnières | Voz e piano (orquestrado em 1912)        |
| 1879-95 | Roussalka, opéra en trois actes | Inacabado. Baseado em Русалки (Rusalka), um poema dramático de Alexander Pushkin. Destruído exceto por "Ausência", republicado como "Au pays où se fait la guerre". | Ópera em 3 atos                          |
| 1880    | Sérénade florentino | Texto de Jean Lahor. Lançado em 1882. | Voz e piano                              |
| 1882    | Benedicat vobis Dominus | Moteto para três vozes mistas e órgão (ou piano). | Música coral                             |
| 1883    | Lamento | Texto de Théophile Gautier. | Voz e piano                              |
| 1883    | Testamento | Texto de Paul Armand Silvestre. Lançado em 1898. | Voz e piano (orquestrado 1900–02)        |
| 1884    | La vie antérieure | Texto de Charles Baudelaire. | Voz e piano (orquestrado 1911-1913)      |
| 1886    | Recueillement | Inacabado. (Destruído). | Voz e piano?                             |
| 1892    | Danse lente | Extrato de Roussalka. Copiado por Ernest Ansermet. Preservado por Éditions Salabert.                                                                                | Trabalho orquestral                      |
| 1903    | Transcrição de duas obras para órgão de JS Bach: Prélúdio e fuga em Mi menor ("Catedral"), BWV 513 Prélúdio e fuga em Lá menor ("O Grande"), BWV 543 | | Dois pianos                              |
| 1908    | Transcrição de seis obras de órgão de César Franck                                                                                                   | | Dois pianos                              |
| 1910    | Aux étoiles, pour piano | Também: versão para piano a quatro mãos e versão para órgão. Revisado em 1911.                                                                                      | Solo de piano                            |
| 1911    | Aux étoiles | Entr'acte para um drama não publicado. | Trabalho orquestral                      |
| (nd)    | Transcrição de uma obra para órgão de JS Bach: Coral Prélude and Fugue: In dir ist Freude, BWV 615                                                   | Coleção particular de Ernest Ansermet | Dois pianos                              |

### Escritos de Henri Duparc (em francês)
- César Franck pendant le Siège de Paris, na «Revue musicale», Paris, dezembro de 1922.
- Souvenirs de la Société Nationale, na «Revue de la Société Internationale de Musique», Paris, dezembro de 1912.

### Cartas (em francês)
- Lettre à Chausson, na «Revue musicale», dezembro de 1925.
- Duparc Henri: Une Amitié mystique, d'après ses lettres à Francis Jammes. (Prefácio e comentários de G. Ferchault). Mercure de France, Paris, 1944.
- Gérard, Y. (Ed.). Lettres de Henri Duparc à Ernest Chausson, in «Revue de Musicologie» (N ° 38) 1956, p. 125
- Sérieyx, M.-L. (Ed.). Vincent d'Indy, Henri Duparc, Albert Roussel: cartas à Auguste Sérieyx. Lausanne, 1961.

### Monografias sobre Duparc (em francês)
- Northcote, S. As Canções de Henri Duparc. Londres: D. Dobson, 1949. 124 pp.
- Von der Elst, N. Henri Duparc: l'homme et son oeuvre. (Tese). Paris: Université de Paris, 1972 e Utrecht, 1972.
- Fabre, M. L'image de Henri Duparc dans sa correspondence avec Jean Cras. 1973.

### Outros artigos e escritos sobre Duparc (em francês)
- Fellot, H. Lieder français: Henri Duparc, em «Revue Musicale de Lyon». Lyon, 30 de março de 1904.
- Chantavoine, J. Henri Duparc, in «La Revue Hebdomadaire», Paris, 5 de maio de 1906.
- Aubry, G.-J. Henri Duparc, em «La vie musicale de Lausanne», Lausanne, 1 de fevereiro de 1908.
- Jammes, Francis. L'Amour, les Muses et la Chasse, em «Mercure de France», Paris, 1922, p. 172 et al.
- Fauré, Gabriel. Opiniões musicais. Paris: Rieder, 1930.
- Imbert, M. Henri Duparc, em «La Petite Maîtrise», Schola Cantorum de París, março de 1933.
- Ansermet, Ernest. Un émouvant témoignage sur la destinée d'Henri Duparc, na «Revue Musicale», Paris, abril de 1933.
- Bréville, P. Henri Fouques Duparc 1848-1933, em «La Musique Française», Paris, maio de 1933.
- Merle, F. Psychologie et Pathologie d'un artiste: Henri Duparc. Bordéus: Imprimerie de l'Université (Bordéus), 1933.
- Oulmont, C. Henri Duparc, ou de L'Invitation au Voyage à la Vie éternelle. Paris: Desclée de Brouwer & Cie, 1935.
- Oulmont, C. Un Duparc inconnu, em «Revue musicale», Paris, julho-agosto de 1935.
- Stricker, R. Henri Duparc et ses mélodies. (Tese). Paris: Conservatoire national de musique, 1961.
- Rigault, J.-L. Les mélodies de Duparc, Autour de la mélodie française. Rouen, 1987, p. 71-86.
- Stricker, R. Les mélodies de Duparc. Arles, 1996.